# Castle Eden
Castle Eden est un village et une paroisse civile du comté de Durham, en Angleterre. Il est situé dans l'est du comté, à une douzaine de kilomètres au nord-ouest de la ville de Hartlepool.

## Toponymie
Le nom du village provient de celui de l'Eden Burn, le ruisseau qui le traverse. Eden est un terme d'origine celtique qui signifie « eau ». La première mention écrite du village, vers 1040, l'appelle simplement Geodene ou Iodene. L'élément Castle « château » est attesté pour la première fois en 1248.

## Démographie
Au recensement de 2011, la paroisse civile de Castle Eden comptait 642 habitants.
| 1801 | 1811 | 1821 | 1831 | 1841 | 1851 | 1881 |
| ---- | ---- | ---- | ---- | ---- | ---- | ---- |
| 362  | 257  | 281  | 260  | 558  | 491  | 880  |

| 1891  | 1901  | 1911  | 1921  | 1931  | 1951 | 1961 |
| ----- | ----- | ----- | ----- | ----- | ---- | ---- |
| 1 257 | 1 354 | 1 829 | 1 771 | 1 562 | 419  | 420  |

| 1971 | 1981 | 1991 | 2001 | 2011 | - | - |
| ---- | ---- | ---- | ---- | ---- | - | - |
| ?    | ?    | ?    | ?    | 642  | - | - |

## Culture locale et patrimoine

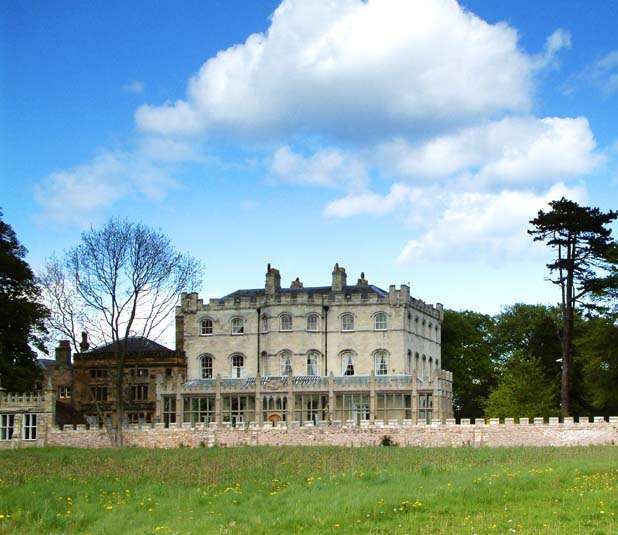
The Castle.

The Castle (en) est un manoir de style palladien construit vers 1765 par l'architecte William Newton (en) pour le compte de Rowland Burdon, qui a racheté le manoir de Castle Eden quelques années plus tôt. Ce manoir est un monument classé de grade II* depuis 1967 et son parc est également protégé.